# ملعب ثامن الأئمة
ملعب ثامن الأئمة ((بالفارسية: ورزشگاه ثامن‌الائمه‏)) هو ملعب رياضي افتتح سنة 2004 يقع في ضواحي مدينة مشهد الإيرانية. غالباً ما يتم استخدامه لاستضافة المباريات البيتية لفريقي أبو مسلم و‌بديده. وتبلغ طاقته الاستيعابية 35،000 متفرج.

## روابط خارجية
- Samen Al-Aeme Stadium worldsportatlas.com